# Россия (песня)
«Росси́я» — произведение эстрады в жанре социальной рок-баллады. Музыка и слова Игоря Талькова (1989). Композиция «Россия» получила широкую известность как остросоциальная песня, затрагивающая проблему истории России, после исполнения её Игорем Тальковым в 1989 году на фестивале «Песня-89», международном конкурсе «Ступень к Парнасу», а затем демонстрации в декабре 1989 года видеоклипа, снятого на данную песню по Центральному телевидению в телепрограмме Владимира Молчанова «До и после полуночи», а после неё и в других телепрограммах.

## История создания
Сам Игорь Тальков в книге «Монолог» так описывает замысел написания песни «Россия»:

В песне «Россия» звучат такие строчки: «Листая старую тетрадь расстрелянного генерала, я тщетно силился понять, как ты смогла себя отдать на растерзание вандалам?!»

Я действительно тщетно силился понять в то время, когда писал «Россию», как такая могучая держава с высокими культурным и экономическим потенциалами, с образцовой армией, одной из лучших армий мира, во главе которой стояли настоящие офицеры, для которых понятия долга, чести и отечества были превыше всего, истинная русская интеллигенция, пронизанная глубокой духовной и врождённой культурой, как такая держава смогла себя отдать на растерзание вандалам.
Песня была написана Тальковым за одну ночь в 1989 году. Существует утверждение со ссылкой на заметку Талькова в астраханской газете «Волга» от 28 марта 1989 года, что песня «Россия» была написана Тальковым во время его пребывания в городе Астрахани.
На песню «Россия» при участии редакторского коллектива Владимира Молчанова был безвозмездно снят видеоклип, который был показан затем в декабре 1989 года по Центральному телевидению в телепрограмме «До и после полуночи». В то время столь откровенный антикоммунизм и хула на Ленина были за рамками разрешенного (ещё действовала 6-я статья Конституции), поэтому Молчанов сильно рисковал. Игорь Тальков на страницах своей книги «Монолог» выразил благодарность Владимиру Молчанову и всему его коллективу за создание клипа на песню «Россия», написав также следующее:

Владимир Кириллович Молчанов, создатель и ведущий передачи «До и после полуночи», рискуя потерять работу, наживая себе массу неприятностей, отважился дать на всю страну в одной из своих передач мою горемычную, считавшуюся властями криминальной «Россию». Я вздохнул! Молчанов «откупорил» меня социального, и Тальков был наконец выпущен из тисков амплуа «чистопрудника», став полноценным автором-исполнителем разноплановых песен. После первооткрывателя Молчанова осмелели и остальные создатели и редакторы передач: «Песня года», «Утренняя почта», «Ступень к Парнасу» и другие.

Песня «Россия» была включена Игорем Тальковым в состав его музыкального спектакля «Суд» (1991), а также исполнялась им на концертных площадках Советского Союза в большинстве проводимых им концертов.
Уже после гибели Игоря Талькова, в конце 1991 года фирмой «Ладъ» была выпущена пластинка музыканта, в которой данная песня являлась основной и давала название всему альбому («Россия»).

## Мнения
По мнению старшего брата Игоря Талькова Владимира Талькова, песня «Россия» оказалась роковой в творчестве Игоря, и именно она послужила причиной его гибели: это была песня, которую ему не простили.
Литературный критик Генрих Митин, проводя параллели между Тальковым и Листьевым, который в числе других участников программы «Взгляд» был цензором выступления Талькова на массовом концерте в Лужниках, высказался так: «После гибели Листьева осталось его дебильное детище „Поле чудес“. После гибели Талькова осталась его песня „Россия“»:
Согласно анализу песни «Россия» доктора филологических наук Ильи Ничипорова, её текст «построен в форме прямого обращения поэта к родной стране, чей облик в прошлом и настоящем проступает при чтении „старой тетради расстрелянного генерала“». Публицистичность в песне соединена с обнажённостью страждущего чувства лирического «я» Талькова, ассоциирующего себя с «обманутым поколением» своих современников. Слова, обыгрывающие этот образ в финале песни, не поются, а медленно произносятся, что служит их особому смысловому выделению. В стихотворении песни центральной выведена мифологема «золотого века» дореволюционной России, претерпевшей распятие в революционное лихолетье. «Третья строфа, рисующая апокалипсическую картину гибели России („разверзлись с треском небеса“), исполнялась бардом особенно эмоционально, а контраст прошлого и настоящего проявился в резкой смене цветовой гаммы („золотые купола“, „чёрный глаз“, „красный царь“). В переживаниях лирического героя отчётливо выразилось умонастроение мыслящей части общества, чающей „забитой правды возрожденья“ и вглядывающейся в национальное прошлое в поисках отринутых духовных основ бытия» — пишет Ничипоров.
В релизе к документальному фильму «Игорь Тальков. Поверженный в бою», созданному Первым каналом в 2011 году, песня «Россия» называется песней, которая сделала настоящий прорыв в сознании людей.
Корреспондент отдела культуры журнала «Смена» Людмила Андреева назвала песню Талькова «Россия» антикоммунистическим гимном, которая после своего выхода «буквально взорвала страну».
Литературный критик Владимир Бондаренко в газете «Завтра» написал, что русский Тальков начался для миллионов телезрителей с исполнения песни «Россия».
Политический обозреватель издания «Аргументы и факты» Андрей Сидорчик: «В 1989 году Тальков в «Песне года» жахнул произведением «Россия»: «Листая старую тетрадь расстрелянного генерала, я тщетно силился понять, как ты смогла себя отдать на растерзание вандалам?!» <...> Меж тем пришедшие к власти «вандалы» осуществили индустриализацию, разгромили фашизм, вывели человека в космос, создали десятки новых городов и десятки тысяч предприятий, сделали страну самой читающей в мире… Но что до того творческой личности? Тальков весь ушел в «генеральскую тетрадь».

## Награды и достижения
- В 1989 году песня «Россия» исполнялась на фестивале «Песня года» (Песня-89). Исполнитель — Игорь Тальков.
- В 1989 году за песню «Россия» (в совокупности с песнями «Родина моя», «Летний дождь», «Метаморфозы», «Звезда», «Память», «Сцена») Тальков получил первую премию Международного музыкального конкурса «Ступень к Парнасу»[11].

## Издания
Кроме оригинальной пластинки «Россия» (1991), песня «Россия» издавалась в нескольких вариантах исполнения в ряде посмертных изданий Талькова:
- В студийных альбомах: «Этот мир» (1993), «Лучшие песни» (2001), «Родина моя» (2001) и др.
- В концертных альбомах: «Концерт 23 февраля 1991 года в Лужниках» (1993), «Последний концерт» (1996), «Суд» (2001) и др.

## Другие исполнения
- Песня на российской эстраде в 2000-е гг. была исполнена певцом Александром Маршалом.